# Elaine Davidson
Elaine Davidson (nascida em 1 de agosto de 1960) é uma afro-brasileira que ostenta o recorde Guiness como a mulher com mais piercings no mundo. Estima-se que o peso total dos seus piercings é de 3kg. Davidson é uma atriz, empresária e artista que ocasionalmente realiza apresentações, assiste a convenções de tatuagens e é convidada a programas de televisão. Com frequência é mencionada como uma celebridade.

## Biografia
Elaine Davidson nasceu em 1960, no Brasil. É enfermeira de profissão e está casada com Douglas Watson, um cidadão e servidor público escocês. Desde jovem sentiu fascínio por piercings, mas só em 1997 (aos 37 anos) começou sua transformação. No ano 2000, já contava com 462 perfurações: 192 em seu rosto e 270 em outras partes do corpo. Nesse mesmo ano, foi descoberta pelo Guinness World Records. Em 2005, Davidson chegou a ter 3.950 piercings, 500 deles em seus genitais. No entanto, ela continuou com esta prática e em 2012 já contava com 9.000.
Além dos piercings, Davidson complementa seu corpo com tatuagens e maquiagem. Assiste eventualmente a convenções de tatuagens e possui sua própria loja chamada Tropical Rainbow, em Edimburgo, especializada em roupa fetichista, tatuagens e histórias em quadradinhos.

## Filmografia
- World's Greatest Body Shockers (Cinema documentário), 2012.[9]
- The Opening (vídeo), 2007.[10]
- Britain's Ugliest Models (Documentário de televisão), 2009.[11]
- Ripley, ainda que você não o cria! (Série de televisão), 2002.